# Hải Hưng
Koordinaten: 20° 56′ N, 106° 19′ O
Hải Hưng war eine vietnamesische Provinz (tỉnh), die vom 26. Januar 1968 bis zum 6. November 1996 bestand. Sie entstand durch die Zusammenlegung der Provinzen Hải Dương und Hưng Yên, die beide im Delta des Roten Flusses südöstlich von Hanoi liegen.
Ab 1977 bis 1979 wurden dann auch die untergeordneten Bezirke (huyện) zusammengelegt, so dass sich die folgende Gliederung ergab:
- Hải Dương (Provinzhauptstadt, kreisfrei)
- Hưng Yên (kreisfreie Stadt)
- Chí Linh
- Kim Môn (entstanden aus Kim Thành und Kinh Môn)
- Nam Thanh (entstanden aus Nam Sách und Thanh Hà)
- Cẩm Bình (entstanden aus Cẩm Giàng und Bình Giang)
- Tứ Lộc (entstanden aus Tứ Kỳ und Gia Lộc)
- Ninh Thanh (entstanden aus Thanh Miện und Ninh Giang)
- Mỹ Văn (entstanden aus Văn Yên (wiederum entstanden aus Văn Giang und Yên Mỹ) und Văn Mỹ (wiederum entstanden aus Văn Lâm und Mỹ Hào))
- Châu Giang (entstanden aus Khoái Châu und 14 Gemeinden von Văn Giang)
- Kim Thi (entstanden aus  Kim Động und Ân Thi)
- Phù Tiên (entstanden aus Tiên Lữ und Phù Cừ)

Die vereinigte Provinz besaß eine Fläche von 2.550 km². Die Bevölkerung betrug im Jahr 1993 2,664 Millionen.
Im November 1996 wurde die Rückgängigmachung der Zusammenlegung beschlossen. Auch sämtliche Fusionen auf Bezirksebene wurden rückgängig gemacht, was bis Juli 1999 abgeschlossen war.